# La lunga linea grigia
La lunga linea grigia (The Long Grey Line) è un film del 1955 diretto da John Ford.
È il primo film in Cinemascope di Ford. Racconta la storia della vita di Marty Maher, sergente americano di origine irlandese che è stato istruttore presso l'accademia militare di West Point dal 1899 fino alla fine della seconda guerra mondiale. Il titolo fa riferimento alla linea che gli allievi dell'accademia, in uniforme grigia, formano durante le parate militari.

## Trama
Un sergente dell'esercito americano, istruttore dei cadetti dell'Accademia di West Point, ha avuto tra i suoi allievi il Presidente degli Stati Uniti Eisenhower. Per compiere fino in fondo, umilmente, il proprio dovere, il sottufficiale ha respinto ogni allettamento della fortuna, ogni occasione di migliorare la propria condizione. Per la sua lunga fatica, per il suo volontario sacrificio il vecchio soldato otterrà l'unico premio ch'egli può aver desiderato: per intercessione del Presidente gli verrà concesso di rimanere all'Accademia come istruttore civile, anche dopo aver superato i limiti di età. Egli riceverà inoltre un solenne tributo di riconoscenza dagli allievi della nuova generazione.

## Produzione
La sceneggiatura riprende l'autobiografia di Maher, Bringing Up The Brass: My 55 Years at West Point, scritta insieme a Nardi Reeder Campion, pubblicata nel 1951.